# Pavel Apostol
A nu se confunda cu apostolul Pavel, un influent misionar creștin, cu matematicianul Paul Erdős sau cu graficianul Paul Erdös!
Pál Erdős (cunoscut mai ales ca Pavel Apostol, n. 1919 la Arad – d. 1983 la Paris) a fost un filozof român de etnie ebraică, din familia matematicianului maghiar Paul Erdős.

## Biografie
A fost comunist în ilegalitate, fiind marxist ca opțiune filozofică. În perioada stalinistă a făcut închisoare. Pavel Apostol a fost director la departamentul de filozofie marxistă de la Universitatea din Cluj. În 1951, a fost acuzat că este dușman de clasă, dușman al poporului, spion și agent străin. După eliberare a fost numit profesor de filozofie Universitatea Politehnică din București și revenit la ideologia comunistă.
A studiat filozofia la Universitatea Babeș-Bolyai și și-a luat doctoratul cu Lucian Blaga. S-a specializat la École des Hautes Études, unde a fost coleg cu François Mitterrand și la Berlin la Volkswagenstiftung.
A fost profesor la Universitatea din Cluj, unde și-a început cariera ca asistent al lui Dumitru Roșca.
A fost prieten cu Mircea Malița.
A fost președinte al Comitetului Național de Viitorologie. A adus contribuții în domeniul cercetării naturii dialectice marxiste în linia lui Mario Bunge. A îngrijit publicarea operelor lui Antonio Gramsci în România (1969).

## Scrieri
- 1957: Funcțiunea de cunoaștere a noțiunii;
- 1958: Iluzia evadării: încercări critice asupra filozofiei burgheze contemporane;
- 1969: Cibernetica: cunoaștere, acțiune; contribuții la metodologia acțiunii-cunoaștere;
- 1969: E prea devreme sau e prea târziu să proiectăm omul anului 2000?
- 1973: Mic dicționar filozofic;
- 1974: Logica pe înțelesul tuturor;
- 1975: Calitatea vieții și explorarea viitorului;
- 1977: Viitorul.